# Guerra maya

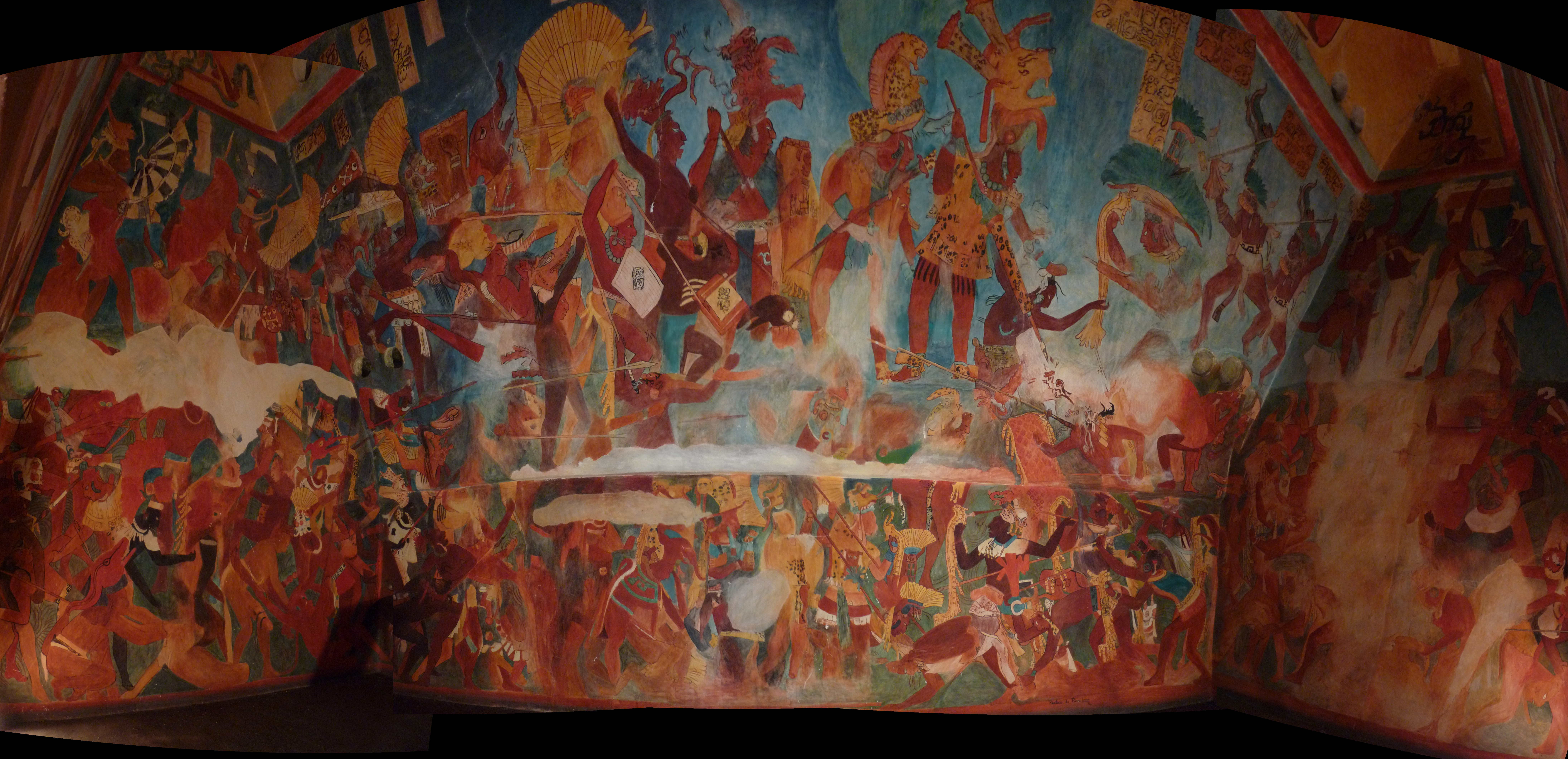
El descubrimiento de los murales de Bonampak, que representan escenas de guerra, contradijo antiguas teorías pacifistas que idealizaban a los antiguos mayas (reproducción exhibida en el Museo Nacional de Antropología, Ciudad de México).

La guerra entre los mayas es un tema de estudio que ha sido objeto de una revisión radical en las últimas décadas. A mediados del XX, los especialistas de la sociedad maya del Período Clásico mesoamericano, como John Eric Thompson o Sylvanus Morley, creían que los mayas eran agricultores pacíficos gobernados por sacerdotes-astrónomos. El descubrimiento de los frescos de Bonampak en 1946 contribuyó a sacudir estas certezas. Los murales sugirieron que los guerreros de élite participaban en actividades de combate y asalto, a menudo para tomar prisioneros de alto estatus de sociedades vecinas para sacrificarlos.
El desciframiento de inscripciones jeroglíficas en escritura maya permitió establecer que, en una sociedad políticamente dividida en ciudades-estado, los soberanos estaban continuamente en competencia por razones económicas (por el control de una ruta comercial o por la recaudación de un tributo, por ejemplo). o simple prestigio (como durante la toma de posesión de un nuevo soberano). La situación escapó al control de los líderes a finales del VIII y la guerra se volvió endémica. La región de Petexbatún se convirtió entonces, en palabras de Arthur Demarest, en la «tierra del miedo». Luego, todas las tierras bajas mayas del sur descendieron gradualmente a la violencia.

En el período posclásico, la sociedad maya en las tierras bajas del norte se militarizó. Este fenómeno fue acompañado por el surgimiento de una clase de guerreros, de los cuales los “atlantes” armados del templo de los Guerreros de Chichén Itzá constituyen una representación emblemática.Grupos bélicos y expansionistas, como los quiché y los cachiquel, se enfrentaron durante el periodo posclásico hasta la llegada de los españoles en el siglo XVI.

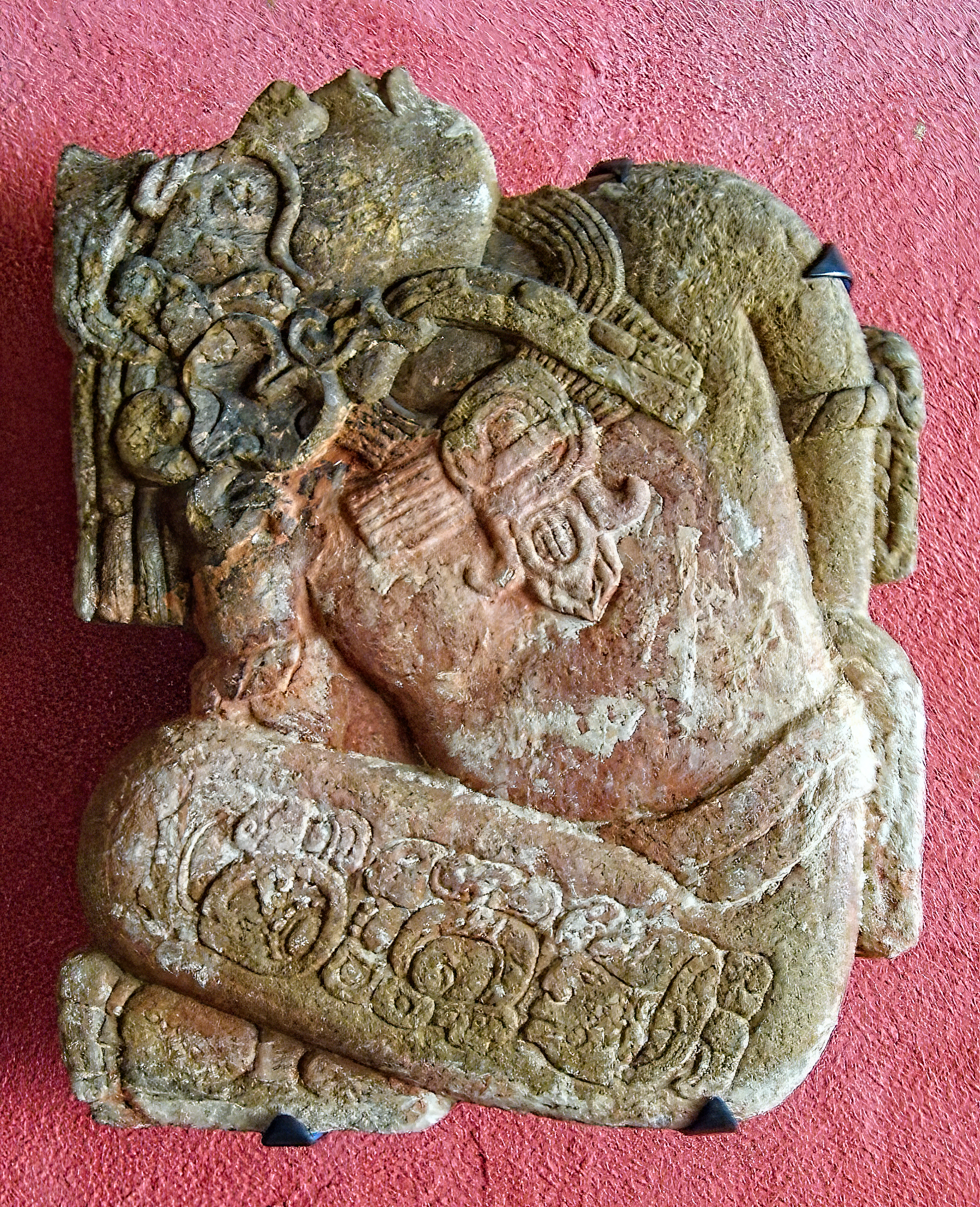
Escultura de un prisionero de guerra maya en el museo de Toniná

Las teorías actuales enfatizan el papel de la guerra entre comunidades como un factor en el desarrollo y la perpetuación de la sociedad maya. Los objetivos y motivos de la guerra en la cultura maya no se comprenden completamente, pero los estudiosos han desarrollado modelos basados en varias líneas de evidencia, incluidas defensas fortificadas alrededor de complejos estructurales, representaciones artísticas y epigráficas de la guerra y la presencia de armas como hojas de obsidiana y puntas líticas en el registro arqueológico. La guerra también puede identificarse a partir de restos arqueológicos que sugieren una ruptura rápida y drástica de un patrón fundamental debido a la violencia.
Los sistemas políticos mayas se enzarzaron en guerras violentas por el control político de la población y los recursos. Algunos estudiosos han sugerido que la captura de víctimas para sacrificios era una fuerza impulsora detrás de la guerra.  Entre los recursos más críticos estaban el agua y las tierras agrícolas. El control económico de recursos como la obsidiana también incrementó la competencia entre entidades políticas.  A medida que las políticas se volvieron más exitosas, también se volvieron más complejas. Esto condujo a una mayor eficiencia en la adquisición y conservación de recursos valiosos, especialmente a través de la fuerza militar. El crecimiento de la población incrementó la competencia entre entidades políticas, lo que resultó en mayores niveles de violencia.

## Naturaleza de las guerras
Los historiadores creyeron durante mucho tiempo que la práctica de la guerra se limitaba a escaramuzas incruentas destinadas a capturar víctimas destinadas al sacrificio, como en las guerras de las flores aztecas.
Las interpretaciones de los datos epigráficos e iconográficos caracterizaron la guerra como una batalla ritualizada, como lo indican numerosas estelas que representan cautivos de guerra atados y batallas que incluyen la captura de enemigos para sacrificarlos.
La realidad es más compleja: la toma de cautivos era una motivación entre otras, de carácter político, económico y social.  Una poderosa motivación, sin embargo, el prestigio asociado a la captura de personajes de alto rango, es evidente en las inscripciones del Período Clásico. El verbo “chuhk”, que significa “capturar”, frecuentemente vuelve a la forma pasiva, seguido del nombre del cautivo. También existen otras expresiones estereotipadas, como “u baak”, es decir “su prisionero” siguiendo el nombre del cautivo, o el uso del título “ el de “tantos cautivos” (por ejemplo “aj  cha baak”, es decir “el de los dos cautivos”). Uno de los gobernantes más agresivos de Yaxchilán, Pájaro-Jaguar IV, es frecuentemente referido con el elocuente título de "aj k'al baak", es decir "el de los veinte cautivos". La guerra era un factor de legitimación del soberano. 
En la iconografía, una de las representaciones características es la del rey (K'uhul Ajaw o señor divino) pisoteando a un enemigo atado o agarrando por el cabello a un enemigo que acaba de capturar. Uno de los primeros ejemplos es la famosa placa de Leiden.
Se comienza a constatar que no existe un vínculo de facto entre captura y sacrificio, como lo indica la guerra entre Dos Pilas y Ceibal en el año 735: dos estelas muestran al victorioso soberano de Dos Pilas pisoteando al soberano de Ceibal, Yich'aak bahlam. Sin embargo, las inscripciones jeroglíficas presentan a este mismo Yich'aak doce años después, asistiendo a ceremonias como vasallo en compañía del rey de Dos Pilas. 
Lo mismo ocurre con el gobernante de Palenque, K'inich K'an Joy Chitam II, capturado durante una guerra contra Toniná en 711, pero encontrado presidiendo una ceremonia en Palenque en 720.

Los mayas llevaban palanquines a la batalla con efigies de las deidades tutelares del reino. Uno de los objetivos de la guerra era capturar estas efigies.  Su captura representaba una humillación para los vencidos. El rey victorioso la celebraba siendo transportado en el palanquín. Estas efigies están representadas en los famosos dinteles de madera de Tikal que conmemoran las victorias de este último sobre Calakmul (templo 1, dintel 3), El Perú (templo 4, dintel 3) y Naranjo (templo 4, dintel 2).
El hecho de que el énfasis en el arte y la retórica maya se ponga en el carácter ritual y simbólico de los conflictos centró durante mucho tiempo la atención de los investigadores y puede haber contribuido a oscurecer motivaciones más materiales en la literatura científica.  La guerra puede tratarse del control de una ruta comercial, del pago de un tributo por parte de la ciudad derrotada o incluso de la obligación de prestar asistencia militar al vencedor. El conflicto entre Quiriguá y Copán en 738, que terminó con la derrota de este último, es un buen ejemplo. Fue acompañado del sacrificio del gobernante de Copán, Waxaklajuun Ub'aah K'awiil, pero tuvo otras implicaciones. Quiriguá, que era un sitio vasallo de Copán, obtuvo su independencia, adquirió su propio glifo-emblema y tomó el control de la ruta comercial del valle de Motagua. La arqueología da cuenta indirectamente de las consecuencias económicas de este conflicto: mientras que en los años posteriores a la guerra se vio el cese temporal de las construcciones monumentales en Copán, los soberanos de Quiriguá, por el contrario, se embarcaron en importantes campañas edilicias. Además de estas consideraciones, el hecho de someter a una ciudad derrotada presentaba una ventaja estratégica. Las ciudades vasallas constituían una zona de amortiguamiento que protegía contraataques sorpresa. 
Las guerras recurrentes que enfrentaron a Tikal a Calakmul, directamente o a través de aliados intermediarios, entre los siglos VI y VII, fueron de tipo hegemónico, y cada una de estas dos ciudades intentó asegurarse su dominio en las Tierras Bajas del Sur. Ambas fracasaron y el siglo VIII se caracteriza por la fragmentación política de las Tierras Bajas del Sur.
Los rastros de guerras de destrucción en el Período Clásico son difíciles de distinguir de los de incendios accidentales o destrucción ritual. Existe, sin embargo,  un ejemplo inequívoco y citado a menudo, gracias a las cuidadosas excavaciones del sitio de Aguateca realizadas por Takeshi Inomata 
En el Posclásico Tardío, la guerra era endémica en las Tierras Altas, como lo demuestra la ubicación sistemática de sitios en alturas elegidas porque eran más fáciles de defender, como Q'umarkaj, la capital fortaleza de los K'iche, un grupo maya que sometió a sus vecinos en el siglo XV. Lo que está en juego en estas guerras es territorial. Para este período se cuenta con una fuente etnohistórica indígena, el Popol Vuh. En este libro, los k'iche atribuyen sus éxitos a la protección de sus dioses Tohil, Avilix y Jakawitz. Su mayor soberano fue K'iqab', cuyas hazañas bélicas se celebran en el Popol Vuh:
“ ...Destruyó y asoló los valles y pueblos de Rabin'al, Kaqchikel y Zaculeu, hasta que finalmente se rindieron. Si no le eran útiles, K'iqab' mataba a sus enemigos. Si alguna de las comunidades no pagaba tributo, las atacaba. Los vencidos debían entonces depositar sus tributos en presencia de K'iqab' y Qawismaj. Luego fueron integrados, pero golpeados hasta sangrar y atados a los árboles en señal de despojo de su gloria y de su poder. Luego destruimos las ciudades. En un instante, fueron arrasados.» 

## Tácticas y organización
Se sabe poco sobre cómo los antiguos mayas planeaban y coordinaban sus ataques. Sin embargo, se ha observado que las ciudades mayas mantenían cierta distancia entre ellas y sus enemigos, con una distancia media estimada de 55 km (aproximadamente de dos a ocho días de viaje) entre los principales asentamientos. 
Esto puede apoyar la teoría de que la guerra fue librada por y para las élites; es decir, la nobleza maya y no maya. Esto puede deberse a las largas distancias que había que recorrer entre las ciudades. Se estima que había entre 500 y 1.000 hombres en el campo de batalla en cada lado del conflicto como máximo, basándose en estimaciones sobre la logística del viaje, como la cantidad de peso transportado y la cantidad de alimentos necesarios para el viaje. 
Se cree que los enemigos lanzaban proyectiles a larga distancia y luego, a medida que avanzaban unos contra otros, la disciplina probablemente disminuía, lo que permitía a los individuos intentar hazañas personales de valentía.  La mayor parte de la población no parece haber estado activa en la mayoría de los conflictos, a menos que implicaran el derrocamiento de un gobernante.
La organización militar no está del todo clara. El liderazgo parece haber estado encarnado principalmente en el Halach Uinik, el ajaw o señor de cada unidad geopolítica, conocido como batab.
Aunque los mayas tenían tecnología de proyectiles, como el átlatl y la lanza, gran parte de los combates reales se realizaban a corta distancia con "empujones, puñaladas y aplastamientos".  Las armas se fabricaban principalmente con obsidiana y sílex, siendo la obsidiana la más afilada (pero la más quebradiza). La tecnología dominante era la de tallar pedernal u obsidiana en puntas de proyectil bifaciales y unirlas a dardos atlatl, lanzas y flechas. Aunque se utilizaban arcos y flechas, las lanzas y el macuahuitl siguieron siendo mucho más comunes.  Además, el pedernal astillado era común en los cuchillos de combate de corto alcance.
Los eruditos creen que las batallas debían ser rápidas y no con el propósito de conquistar la ciudad. El éxito de los ataques se basaba a menudo en la perspectiva de que se tratara de un ataque sorpresa.  Una parte importante de la guerra maya incluía lo que seguía a una batalla. La captura y el sacrificio de objetivos de alto valor era la principal razón y perspectiva de la guerra. Se hacían sacrificios para intentar comunicarse con sus dioses y conservar su buena disposición. Estas estatuas donde las élites realizan sacrificios de guerra se arraigan profundamente en la cultura, donde idolatran el convertirse en guerreros. Tener y mantener esta cultura de guerrero es vital para construir la cultura de los futuros guerreros de la ciudad. 
Si se consideran las fases de un conflicto (preparativos, batalla y desenlace), está claro que las fuentes del período clásico de que dispone (iconografía o textos) dicen muy poco sobre las dos primeras y destacan la tercera. La arqueología no es de mucha ayuda. Las huellas de un incendio, por ejemplo, son difíciles de interpretar : incendio accidental o deliberado. El clima no favorece la preservación de los cuerpos, incluidos los de los guerreros muertos en combate.
Quedan, pues, de la época clásica numerosas representaciones esculpidas o pintadas de cautivos a los pies del autor de la captura. Se trata de un soberano o de guerreros de alto rango, en particular el de sajal, cuyo nombre se cita a menudo. En casos raros, en Calakmul o Naranjo, se trata de una reina. La iconografía resalta la distancia entre vencedores y vencidos. Están despojados de los atributos propios de su rango y en una postura característica. Están sentados o de rodillas en posición suplicante, ofreciendo su sumisión, atados o incluso pisoteados por su conquistador, que a veces los agarra por el pelo. Los cautivos generalmente hacen un gesto característico de sumisión: cruza los brazos sobre el pecho, coloca una mano en el hombro opuesto o coloca la mano delante de la boca. Se presentan despojados de las insignias de su rango, desnudos salvo un taparrabos y despeinados. Frecuentemente son "vestidos" para la ocasión, es decir, los adornos en sus orejas son reemplazados por cintas de papel o tela, posiblemente adornadas con una línea ondulada que forma parte del glifo T 570, que significa baak, es decir decir “prisionero”.
Un importante obstáculo metodológico que enfrentan los mayistas se refiere al grado de participación de personas no integrantes de la élite en la guerra, ya que los monumentos conmemorativos sólo tratan de actos de ese grupo. Es difícil acceder a los estilos de vida no elitistas a través de fuentes tradicionales, como las interpretaciones de obras de arte o el reconocimiento arquitectónico. Aún queda mucho trabajo por hacer para dilucidar los modos de vida no elitistas, a pesar de los avances de las últimas décadas.

## Equipamiento
En el periodo clásico temprano (250-600 d. C.), la principal arma ofensiva era la lanza. No se utilizaba como objeto arrojadizo. Para cortar, es decir, golpear con un tajo o una estocada, se utilizaba un bastón provisto de una punta de piedra.
El macuahuitl (del náhuatl: makkwawitl ‘macana’) era un arma semejante a una maza, hecha de madera con filos incrustados de obsidiana, un cristal volcánico, a cada uno de sus lados. La obsidiana es capaz de producir un borde más afilado que las hojas de afeitar de acero de alta calidad. El uso del macuahuitl como arma está atestiguado desde el primer milenio d. C., aunque se pueden encontrar ejemplares en arte que datan al menos de tiempos preclásicos.Según el conquistador Bernal Díaz del Castillo, el macuahuitl medía entre 0,91 y 1,22 m de largo y 75 mm de ancho, con una ranura a lo largo de cada borde, en la que se insertaban piezas de pedernal u obsidiana con bordes afilados y se fijaban firmemente con un adhesivo.
Conocían un arma arrojadiza: un propulsor llamado "Hul'che" en lengua maya, o "atlatl" en nahua,  asociado a representaciones de guerreros vestidos con ropas mexica. Ross Hassig cree que esta arma no estaba adaptada al tipo de guerra practicada en aquella época por los mayas, es decir, las incursiones llevadas a cabo en la selva por pequeños grupos de guerreros.  Más bien, deberían considerarse como objetos simbólicos y prestigiosos asociados con Teotihuacán, cuya influencia se sentía entre los mayas de aquella época. 
En el Clásico Tardío (600-900 d. C.), la gama de armas y protección era más variada. El arma ofensiva por excelencia seguía siendo la lanza, pero la punta de piedra solía ir acompañada de dos hileras de piedras a los lados, mejorando así el efecto cortante. La Estela 1 de Ceibal representa una lanza sin punta y sólo equipada con dos series de filos en forma de dientes de sierra.
En el Clásico Temprano no existen representaciones de protección, como escudos o corazas. La ropa protectora era escasa y básica.  Las famosas pinturas de Bonampak representan a guerreros vestidos con jubones o capas de piel de jaguar. La parte superior del cuerpo a veces está simplemente desnuda. Los ejemplos de pectorales de algodón siguen siendo raros: contenedores cilíndricos de la región de Nejab, dintel 26 de Yaxchilán que representa al rey Itzamnaaj Bahlam III  o incluso estatuillas de Jaina.  Las representaciones de cascos son igualmente infrecuentes. Los escudos se representan frecuentemente en varias formas: pequeños redondos y rígidos cubiertos con pieles de animales; escudos flexibles que podían enrollarse y, por tanto, eran fáciles de transportar, así como escudos rectangulares y rígidos.
Además de la lanza, también utilizaban hondas, cuchillos, hachas, garrotes o mazas con púas y conchas. Los arqueólogos han encontrado cráneos cuyas heridas indican que se utilizaban comúnmente garrotes en el combate cuerpo a cuerpo. 

## Sitios arqueológicos con evidencia de guerra

### Aguateca
Aguateca es un sitio maya clásico ubicado en el suroeste del departamento de Petén en Guatemala. Era miembro de los estados de Petexbatún entre los que se incluían entidades políticas como Ceibal, Itzan, Dos Pilas, Cancuén, Tamarindito, Punta de Chimino y Nacimiento.
La ciudad se encuentra en la cima de un acantilado de piedra caliza de 90 metros de altura, lo que crea una posición muy defendible. Este escarpado acantilado domina la laguna de Petexbatún en las tierras bajas del suroeste de Guatemala y es accesible en barco. Hay un extenso sistema de murallas defensivas que rodean la ciudad, que alcanzan más de 4,8 km de longitud.
Durante el reinado de Tan Te' K'inich la ciudad fue invadida e incendiada, y completamente abandonada alrededor del 830 d. C. Un templo de 6 metros de altura en el sitio quedó sin terminar, el centro de la ciudad fue destruido por el fuego, los objetos de valor quedaron dispersos en las residencias de la élite y las cerámicas se dejaron en sus posiciones domésticas originales, todo lo cual demuestra el repentino abandono de la ciudad.
Entre las armas encontradas en el sitio hay puntas bifaciales de sílex y obsidiana, y pequeñas puntas de sílex que probablemente se usaban como puntas de flecha. Las puntas de lanza de obsidiana, que se encontraron ampliamente en todo el sitio, fueron el arma principal utilizada según la cantidad encontrada en el sitio. Otras armas incluían dardos y dardos atlatl.
El sitio revela una característica clave de la guerra maya: la participación de las élites reales en la preparación y ejecución de la guerra. Por ejemplo, se encontraron entre 30 y 40 puntas bifaciales de sílex rotas en las residencias reales de Aguateca, junto con pequeñas lascas de adelgazamiento bifacial que fueron el resultado de una fabricación fallida de puntas bifaciales. Todas las lascas de adelgazamiento bifacial de obsidiana se encontraron en un contexto real o de élite. Esto sirve como evidencia para la hipótesis de que los gobernantes, escribas y artesanos de Aguateca servían como guerreros.
Las áreas fuera del centro fueron abandonadas gradualmente, probablemente justo después de la destrucción de la ciudad. Los habitantes de estas áreas se llevaron la mayoría de sus pertenencias a sus próximas residencias. Debido al patrón de destrucción y abandono, es probable que la élite gobernante de Aguateca fuera el foco principal de la batalla. Los enemigos tenían como objetivo acabar con Aguateca como potencia política y económica y lo lograron.

### Colha
Colha se encuentra en el centro-norte de Belice, a unos 52 km al norte de la ciudad de Belice, en una zona rica en sílex, El lugar ofrece una mirada en profundidad a la guerra maya y a los sistemas políticos colapsados durante el Clásico Terminal. Está asociada con una extensa producción lítica que abarca desde el Clásico temprano hasta el Postclásico. Los artefactos de sílex fabricados en Colha se extendieron a otras regiones como el pantano de Pulltrouser. Estos artefactos fueron luego restaurados y reutilizados en cada región.  El sitio fue capturado y luego abandonado durante el Clásico Terminal. La desaparición del sitio contiene información sobre las motivaciones materiales de la guerra y la estrategia militar maya. Entre los restos arqueológicos se encuentra la Fosa de los Cráneos de Colha, que contenía restos de 30 cráneos humanos. El hoyo del cráneo es particularmente inusual porque las caras de los individuos fueron desolladas antes de la decapitación. Se cortó la piel alrededor de la bóveda del cráneo, alrededor de los bordes orbitales y la abertura nasal externa, dentro de la rama mandibular y a lo largo del borde inferior de la mandíbula. Aunque este patrón se encuentra en otros lugares, es inusual en el ritual maya. 
Se descubrió otra fosa común en Colha que tenía características inusuales para una tumba maya. Esto sugiere que no se trataba de una tumba ritual o de sacrificio, sino que fue cavada durante la toma de Colha. Aunque el sitio ya era un importante sitio de producción lítica, los restos arqueológicos muestran un aumento exponencial en el volumen de navajas producidas, que sirvieron como arma principal en la zona. Esto, junto con el gran volumen de restos humanos encontrados dentro de las murallas defensivas, sugiere que quizás los habitantes estaban preparados para una invasión. Estos restos indican que la captura de Colha fue un movimiento estratégico para cortar el suministro de producción de armas para la zona por parte de un invasor.

### La Blanca
La acrópolis del sitio del periodo Clásico en La Blanca, Petén, ha producido evidencia que sugiere guerra. Durante el Clásico Tardío parece haber habido un mayor acceso público a la acrópolis, con escaleras que comunicaban las distintas terrazas que conducían al ala sur.  Durante el Clásico Terminal, estas escaleras fueron rellenadas, al igual que muchas de las puertas de acceso a la propia acrópolis, y algunos edificios fueron sellados por completo.  Este cierre del acceso público al palacio refleja la mayor inestabilidad política que atravesaba toda la región del Petén en ese momento.  El complejo de la acrópolis fue abandonado por la élite de la ciudad en el Clásico Terminal, una época en la que la mayor parte del centro de la ciudad también estaba abandonado por sus residentes.  Se recuperaron numerosas puntas de proyectil de sílex en las terrazas del sur de la acrópolis, lo que combinado con los restos de dos individuos muy cerca de la superficie indica que tuvo lugar un enfrentamiento violento en la época en que la ciudad fue abandonada. 

### Caracol
Caracol, ubicado en la meseta de Vaca, en el oeste de Belice, ha sido estudiado por Diane y Arlen Chase desde la década de 1980. Se han identificado al menos 33 eventos bélicos individuales que involucran a la ciudad basándose en la epigrafía del sitio.  Desde el período Clásico Tardío, que comenzó alrededor del año 550 d. C., hasta el Clásico Terminal después del año 790 d. C., Caracol participó en una serie de guerras con entidades políticas vecinas como Tikal, Palenque, Naranjo y Ucanal. En sus primeras guerras con Tikal, Caracol salió victorioso, cesando la producción de monumentos inscritos y restringiendo los patrones de asentamiento en Tikal durante 120 años mientras Caracol se expandía.  Según Chase y Chase, Naranjo también fue derrotado por Caracol: los monumentos parecen mostrar a los reyes de Caracol en el propio Naranjo. Basándose en las distancias entre las entidades políticas (Naranjo está exactamente a mitad de camino entre Tikal y Caracol, 42 kilómetros en cada dirección), los Chase sugieren que la toma de Naranjo fue lo que permitió a Caracol derrotar y dominar a Tikal durante un período de tiempo tan largo. 

### Becán
El trabajo de David L. Webster en Becan, en el centro de Yucatán, encontró una zanja con restos de un terraplén en la orilla interior que rodea el centro ceremonial.  Webster señaló que aunque la población de Becán era probablemente mucho menor que la de Mayapán, el material trasladado para su muro fue mucho mayor en volumen.

### Tikal
El descubrimiento en 1966 de un terraplén de 9,5 kilómetros de largo al norte del centro de Tikal contribuyó en gran medida a disipar la idea de que los mayas eran pacíficos.  Una revaluación posterior de la evidencia sugirió que las fortificaciones de tierra, que se construyeron en algún momento entre el 400 y el 550 d. C., pueden no haber sido nunca un sistema defensivo funcional.  Sin embargo, los datos epigráficos muestran que Tikal participó en interacciones violentas con otras entidades políticas, incluido Caracol.

### Mayapán
Ubicado en el estado mexicano de Yucatán, Mayapán es considerado uno de los últimos grandes asentamientos mayas precolombinos. El sitio contaba con una muralla defensiva que rodeaba la estructura, y un violento incendio fue la causa de su derrumbe como lo evidencian los restos quemados. Mayapán contaba con sofisticadas estructuras de puertas defensivas, algunas de las cuales contenían torres de vigilancia defensiva que permitían tener miradores sobre las murallas de la ciudad. Estos puntos de vista les permitirían atacar a los intrusos utilizando proyectiles o armas cuerpo a cuerpo.  La ciudad contiene sitios de sacrificio que se usaban para los cautivos de guerra, entre ellos estantes para cráneos y glifos que incluyen cuchillos de sacrificio flotantes alrededor de los cráneos.

## Representaciones en la epigrafía maya

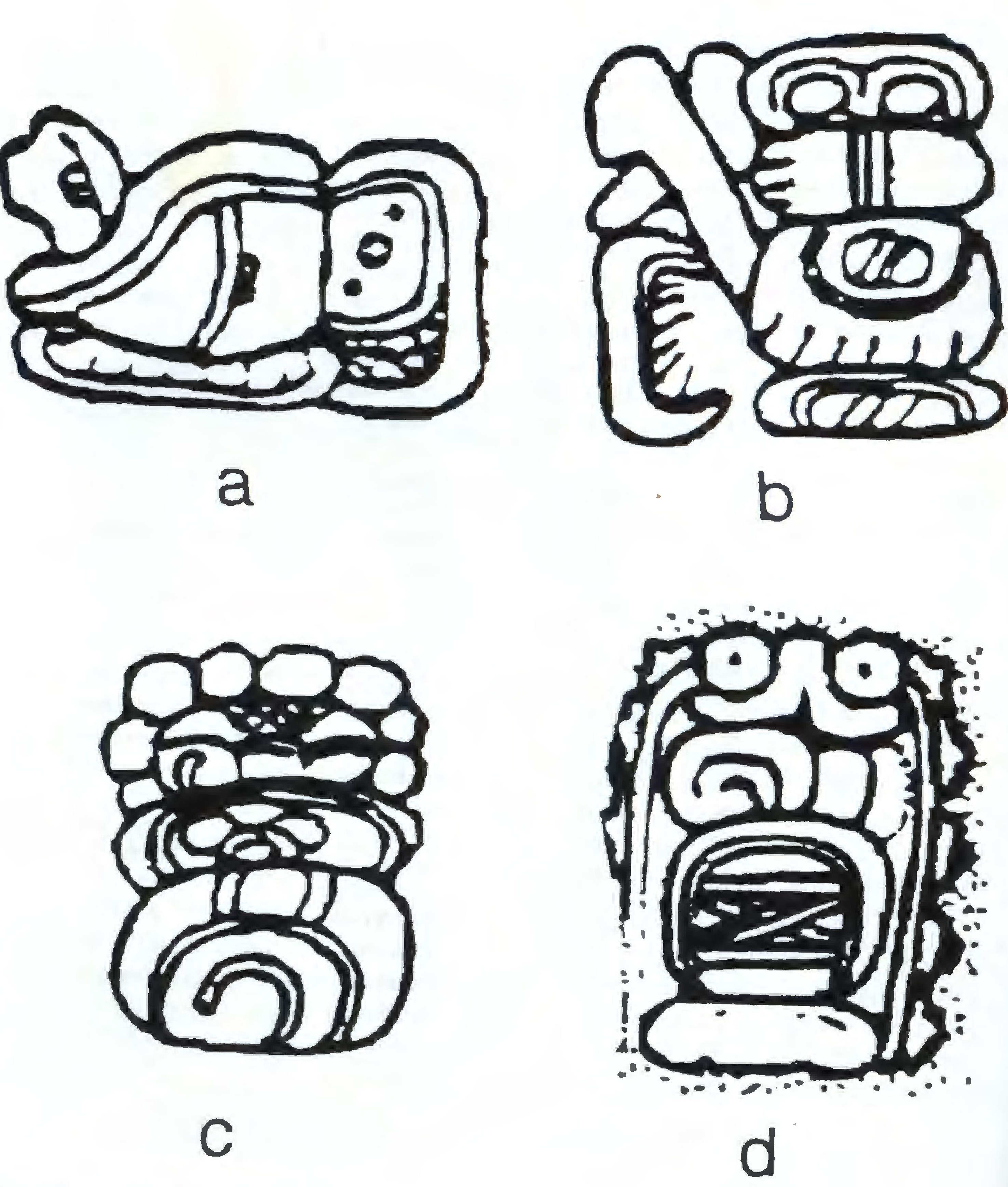
a. chuc'ah b. ch'ak c.hubi d. guerra estelar. De La Guerra Mesoamericana Antigua, pág. 174.

Los estudiosos han identificado cuatro ejemplos de jeroglíficos mayas que hacen referencia a diferentes tipos de guerra maya. Existe una variación considerable y otros glifos también se relacionan con la violencia, pero estos son los más generalmente identificables. 

### Chucʼah (captura)
Tatiana Proskouriakoff identificó este glifo por primera vez en 1960. Generalmente representa a un individuo o individuos unidos. Existe cierto debate sobre si las figuras representan la captura de personas específicas o simbolizan ciudades o entidades políticas. 

### Chʼak (decapitación o "evento del hacha")
El glifo Chʼak se interpreta como una decapitación (presumiblemente de un individuo importante) o una batalla importante. Parecen ser importantes para el vencedor, pero no se refieren a la destrucción completa del perdedor y en la mayoría de los casos puede que no hayan afectado mucho al sistema político derrotado. 

### Hubi (destrucción)
Este glifo parece referirse a la "consecución de metas y objetivos específicos en la guerra".  Se utilizó frecuentemente en referencia a las guerras entre Naranjo y Caracol.

### Evento de "guerra estelar" o "estrella de caparazón"

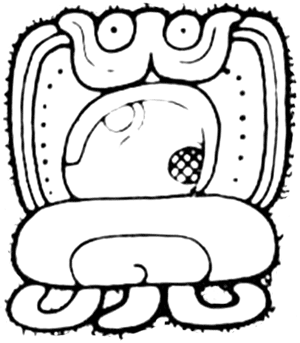
Glifo de la guerra estelar contra Tortuguero

Epigrafistas y arqueólogos han observado un bloque glífico que se resiste parcialmente a la traducción. Es un verbo que incluye el signo de estrella ( ek' ) de la que brotan gotas de agua, encima de un glifo variable que designa a una persona o un lugar. Se han formulado diferentes hipótesis, pero, a falta de un elemento fonético que permita identificarlo formalmente,, quedan conjeturas sobre su valor fonémico y su significado preciso.
Este glifo aparece en inscripciones históricas donde evoca una victoria decisiva, sin que los epigrafistas sepan qué forma exacta adopta esta victoria. Algunos mayistas han planteado la hipótesis de que estos eventos coincidieron con la aparición del planeta Venus ( Chak Ek' en maya). Esta asociación fue popularizada por Linda Schele y David Freidel en el libro A Forest of Kings. Fueron estos dos autores quienes emplearon el término de "Star Wars" que ha cautivado la imaginación. En los últimos años, Gerardo Aldana y otros autores han llegado a la conclusión de que no existe conexión con los fenómenos astronómicos venusianos. 
Una inscripción de un monumento encontrado en Tortuguero (que data del año 669) describe las consecuencias de una guerra estelar: "la sangre se acumulaba, los cráneos se amontonaban".
Varias guerras estelares están registradas en inscripciones mayas que datan entre 562 y 781.   Estas incluyen:
| Fecha (calendario gregoriano) | Fecha (calendario maya) | Ganador            | Perdedor                    |
| ----------------------------- | ----------------------- | ------------------ | --------------------------- |
| 29 de abril de 562            | 9.6.8.4.2               | Caracol / Calakmul | Tikal                       |
| 25 de diciembre de 631        | 9.9.18.16.3             | Calakmul/Caracol   | Naranjo                     |
| 2 de marzo de 636             | 9.10.3.2.12             | Caracol            | Naranjo                     |
| 2 de junio de 644             | 9.10.11.9.6             | Tortuguero         | entidad política sin nombre |
| 10 de enero de 670            | 9.11.17.8.19            | Dos Pilas          | Tikal                       |
| 29 de junio de 672            | 9.12.0.0.0              | Palenque           | entidad política sin nombre |
| 9 de diciembre de 672         | 9.12.0.8.3              | Tikal              | Dos Pilas                   |
| 21 de diciembre de 677        | 9.12.5.10.1             | La Corona          | Tikal                       |
| 29 de febrero de 680          | 9.12.7.14.1             | Naranjo            | Caracol                     |
| 30 de mayo de 705             | 9.13.13.7.2             | Dos Pilas          | Tikal                       |
| 28 de agosto de 711           | 9.13.19.13.3            | Tonina             | Palenque                    |
| 1 de diciembre de 735         | 9.15.4.6.4              | Dos Pilas          | Ceibal                      |
| 31 de marzo de 781            | 9.17.10.6.1             | Piedras Negras     | entidad política sin nombre |

## La guerra como causa del colapso maya
La guerra endémica se cita a menudo como la causa del colapso o la desaparición de la civilización maya y el abandono de lo que ahora son ruinas. Aunque la guerra ciertamente jugó un papel en la transición al período Terminal o Posclásico, la superpoblación, la degradación ambiental y la sequía habrían jugado también un papel en el cambio de la sociedad maya. La información arqueológica más detallada sobre este fenómeno proviene de sitios de Petexbatún y de investigaciones más recientes en el sitio de Río Pasión de Cancuén.

## La guerras mayas en la cultura popular
La guerra maya fue un tema principal en Apocalypto (2006), dirigida por Mel Gibson. La película describe el ataque a una pequeña aldea por parte de guerreros de un pueblo más grande con el propósito de capturar hombres para ser sacrificados en la cima de una pirámide durante un eclipse solar. La guerra representada en la película, como la mayoría de los otros aspectos de la sociedad maya del Posclásico Tardío, no debe tomarse como un hecho. Richard Hansen, quien actuó como consultor histórico de la película, trabajó principalmente en la civilización maya temprana, más de un milenio antes del período de tiempo representado en la película.
La película Reyes del Sol de 1963 comienza con el conflicto entre los guerreros de Chichén Itzá que usan armas de obsidiana y los invasores liderados por Hunac Ceel que usan espadas de metal "ahistóricas". También son ahistóricas las catapultas y probablemente las trincheras de fuego. 